# 日産・アルマーダ
アルマーダ（ARMADA）は、日産が製造・販売しているフルサイズスポーツ・ユーティリティ・ビークル（SUV）である。

## 初代 TA60型（2003年 - 2016年）
2003年4月
ニューヨーク国際オートショーに出展。
フルサイズSUVでありながら、全長に対してキャビン容積を最大限に採るため、エンジンをカウルに潜り込ませる設計とされた。そのため、この種のクルマの中で最も短いエンジン・コンパートメントと丸く膨らんだルーフラインが目立つ、特徴的なスタイリングを持つ。
2003年10月
「パスファインダー アルマーダ」（PATHFINDER ARMADA）を北米で発売。搭載するエンジンはVK56DE型 5.6 L V8DOHC。エンジン製造はテネシー州デカード工場、最終組み立ては米国ミシシッピ州キャントン工場である。
2003年12月
アルマーダのピックアップトラック（ライトトラック）版の姉妹車、タイタン（A60型）を北米で発売。
2004年3月
タイタンをベースにした高級SUV版の姉妹車、2代目インフィニティ・QX56（JA60型）を発売。
2005年
パスファインダーを冠さないで「アルマーダ」として独立する。
2007年2月
シカゴオートショーに2008年モデルを出展。フロントグリルやヘッドランプ、フォグランプ、リアデザインの変更や内装色の変更など、外観および内装の変更が行われた。
2009年5月中旬
2010年モデルを発売。グレード体系などが変更される。

## 2代目 Y62型（2016年 - ）
日産が主に中東市場で販売している高級大型SUVのY62型系パトロール（以下パトロールと略）を北米でアルマーダの2代目として導入。2010年に同じくパトロールをベースにモデルチェンジしたQX56（2014年モデルよりQX80に改名）と、長らくモデルチェンジせずにいたアルマーダが、これを機に再び姉妹車に戻った。パトロールと2代目アルマーダは基本的に同じ車だが、パトロールに対してアルマーダにはアンダーガード付バンパーやホイールアーチモールなどオフロード色を強める変更がなされている。
なお、2代目への世代交代を機に、生産が日産車体九州に一旦移され、2017年10月より日産車体湘南工場にて北米向け一部グレードの補完生産が始められた。
2016年2月
シカゴオートショーにて2017年モデルとして初公開。
2020年12月
2021年モデルを発表。エクステリアデザイン、インテリアデザインが変更され、LED式のヘッドライトとテールランプが採用された。インパネ中央には12.3インチディスプレイがレイアウトされ、Apple CarPlay・Android Autoに対応している。
2022年12月
2023年モデルを発表。アレクサを車載化した。

## 車名
「ARMADA」は、スペイン語とポルトガル語で「艦隊」を意味する。2005年までは「パスファインダー・アルマーダ」の名称で販売されていた。